# مارك ييتس
مارك ييتس (بالإنجليزية: Mark Yeates)‏ (11 يناير 1985 في جمهورية أيرلندا - ) هو لاعب كرة قدم أيرلندي في مركزي الوسط والهجوم. شارك مع منتخب جمهورية أيرلندا تحت 21 سنة لكرة القدم وRepublic of Ireland national football B team ‏. أما مع النوادي، فقد لعب مع أولدهام أثلتيك وبرادفورد سيتي وبرايتون أند هوف ألبيون وتوتنهام هوتسبير وسويندون تاون وشيفيلد يونايتد وكولتشستر يونايتد وليستر سيتي ونادي بلاكبول ونادي ميدلزبره ونادي واتفورد وهال سيتي.

## وصلات خارجية
- مارك ييتس على موقع قاعدة بيانات كرة القدم.إي يو (الإنجليزية)
- مارك ييتس على موقع Soccerbase.com (لاعب) (الإنجليزية)
- مارك ييتس على موقع عالم كرة القدم.نت (الإنجليزية)